# Variabilă Beta Cephei
(Stelele) variabile de tip Beta Cephei sunt stele variabile care prezintă variații de luminozitate din cauza pulsațiilor de la suprafața lor. Punctul maxim de luminozitate corespunde aproape de contracția maximă a stelei. În mod tipic, luminozitatea variabilelor Beta Cephei variază cu magnitudini între 0,01 și 0,3 cu o perioadă cuprinsă între 0,1 și 0,6 zile.
Prototipul acestor stele variabile, Beta Cephei, prezintă o variație a magnitudinii sale aparente cuprinsă între +3,16 și +3,27 pe o perioadă de 4,57 ore.
Acest tip de stele nu trebuie confundat  cu variabilele cefeide, care sunt denumite după prototipul lor, Delta Cephei.

## Principalele stele variabile de tip Beta Cephei
- Beta Cephei
- Spica (α Virginis)
- Hadar (β Centauri)
- Shaula (λ Scorpii)
- Mirzam (β Canis Majoris)
- Alpha Lupi
- Decrux (δ crucis)
- al Niyat (σ Scorpii)